# José Luis Retana Gozalo
José Luis Retana Gozalo (Pedro Bernardo, 12 de marzo de 1953) es un sacerdote católico español, obispo de Plasencia entre 2017 y 2022 y desde 2022 obispo de Ciudad Rodrigo y de Salamanca.

## Biografía

### Formación
En 1964 ingresó en el Seminario Menor de Ávila, que entonces se encontraba en Arenas de San Pedro. Allí cursó estudios de enseñanza media hasta 1968, continuados y finalizados en 1971 en el Seminario Mayor.
En 1971 entró en el Teologado que la diócesis abulense tenía abierto en Salamanca, para realizar los estudios de  Teología en la Universidad Pontificia de Salamanca (1971 - 1976), donde se graduó de bachiller en 1977.
Posteriormente marchó a Friburgo para ampliar sus estudios de licenciatura (1976 - 1978). En 1979 obtuvo la Licenciatura en Teología por la Universidad Pontificia de Salamanca, con una tesis dirigida por Ricardo Blázquez.

### Sacerdocio
El 29 de septiembre de 1979 fue ordenado sacerdote por el entonces obispo de Ávila, Felipe Fernández García, en su pueblo natal, incardinándose en esa misma circunscripción eclesiástica.
Como sacerdote desempeñó los siguientes ministerios:
- Formador y profesor en el Colegio Diocesano “Asunción de Nuestra Señora” (1979 - 1993), donde  también ha sido coordinador general de formación (1990 - 1993).
- Parte del equipo diocesano de Pastoral Vocacional, en la curia diocesana de Ávila (1991-1993).
- Rector del seminario diocesano (1993 - 1999) y  (2003 - 2012).
- Vicario parroquial en el Inmaculado Corazón de María de Ávila (1999 - 2003).
- Vicario episcopal para las Relaciones con las Instituciones diocesanas de Enseñanza y secretaría particular del obispo (1997 - 2006) y (2012 - 2017).
- Deán de la catedral de Ávila (2015 - 2017) y adjunto a la dirección de Patrimonio (2002 - 2017).
- Director del Centro de Educación Especial “Santa Teresa”, de Martiherrero y consiliario del Movimiento Comunión y Liberación en Ávila (2002 - 2017).
- Párroco de San Pedro Bautista de Ávila y arcipreste del arciprestazgo de la ciudad de Ávila (2012 - 2017).
- Miembro del Colegio de Consultores y del Consejo Presbiteral (1998 - 2017).

También durante su ministerio sacerdotal se hizo cargo de las comunidades cristianas de Albornos, Muñomer del Peco y Narros de Saldueña (1980-1983), y en las de Aldeaseca, Villanueva del Aceral, Tornadizos de Arévalo y Donvidas (2007-2012).

### Episcopado
Obispo de Plasencia
El 9 de marzo de 2017 fue nombrado obispo de Plasencia por el papa Francisco. Fue ordenado obispo y tomó posesión de su cargo el 24 de junio, en una ceremonia presidida por el cardenal arzobispo de Valladolid Ricardo Blázquez.
En la CEE fue nombrado miembro de la Comisión Episcopal de Enseñanza y Catequesis (noviembre de 2017), y de la Comisión Episcopal para la Educación y Cultura (marzo de 2020).
Obispo de Salamanca y Ciudad Rodrigo
El 15 de noviembre de 2021 fue nombrado obispo de Salamanca y de Ciudad Rodrigo, bajo la fórmula in persona episcopi, de tal forma que ambas diócesis tendrán el mismo obispo pero sin que se modificar la estructura de ninguna de las dos diócesis.
El 8 de enero de 2022 tomó posesión como obispo de Ciudad Rodrigo en la catedral de Santa María
El 9 de enero de 2022 tomó posesión como obispo de Salamanca en la catedral nueva de Salamanca.
Fue elegido Gran Canciller de la Universidad Pontificia de Salamanca en abril de 2022 por la Asamblea Plenaria de la Conferencia Episcopal Española.
En la Conferencia Episcopal Española es, desde marzo de 2024, miembros de la Comisión Episcopal para la Educación y la Cultura.